# Бошко Володимир Ілліч
Володи́мир Іллі́ч Бошко́  (*7 квітня (за старим стилем 25 березня) 1885, в Іванівці, Одеської обл. — †10 серпня 1949, Київ) — український правознавець, професор (з 1925).
Народився в селі Іванівці Одеської області, в сім'ї селянина. 

## Кар'єра
У 1914 закінчив юридичний факультет Київського університету і був залишений у ньому професорським стипендіатом. 1920 здобув ступінь магістра цивільного права і звання доцента кафедри цивільного права і процесу. Тоді ж почав працювати на юрид. факультеті Київ. ін-ту нар. г-ва, створеного на основі ліквідованого юрид. факультету Київського університету. З 1930 викладав у Київ. ІНО і ряді ін. навч. закладів.
1920–1930 — директор Київського матеріально-господарчого технікуму залізничного транспорту.
З 1937 — знову на відновленому юрид. факультеті Київського університету, професор, з 1940–зав. кафедри теорії д-ви і права, в 1944–49–декан. Під час Вел. Вітчизн. війни працював у навч. і наук. закладах Саратова, Самарканда і Москви.

## Наукові праці
Бошко — автор понад 100 друк, праць з питань теорії держави і права, історії політичних вчень, цивільного та сімейного права, економіки й транспорту. Головні з них: «Родинно-подружнє право» (1929), «Нариси радянського сімейного права» (К., 1952).
Починаючи з першої студ. роботи «Обмеження цивільної правоздатності у чинному руському праві», за яку був удостоєний золотої медалі університету, Б. упродовж усього життя досліджував проблеми цив. і сімейного права. Брав участь у підготовці відповідних законод. актів, був автором коментаря до Кодексу законів про сім’ю, опіку, шлюб і акти громадян. стану УСРР (1929) і підручника з сімейного права (1929). У 20-х рр. займався також проблемами держ. права, зокрема правом на працю та об’єднання у проф. спілки, питаннями відокремлення д-ви від церкви, держ. суверенітету. 1925 опубл. ґрунт. нарис історії світ. правової думки, який до 1955 був єдиним рад. підручником з цієї дисципліни. В ост. роки життя працював над 3-томним курсом історії політ. і правових учень, ряд фрагментів якого залишився у рукопису. 
Основні праці: 
- «Право на існування» (1920),
- «Нариси розвитку правової думки: від Хаммурабі до Леніна» (1925)[1],
- «Родинно-подружнє право» (1929), \
- «Суверенітет Радянської України» (1948),
- «Нариси радянського сімейного права» (1952) (Очерки советского семейного права / Бошко В.И.; переработанно и дополненно В.А.Рясенцевым) (рос.)